# Мармыли
Мармыли́ — деревня в Лотошинском районе Московской области России.
Относится к Ошейкинскому сельскому поселению, до реформы 2006 года относилась к Ошейкинскому сельскому округу. По данным Всероссийской переписи 2010 года численность постоянного населения деревни составила 4 человека (1 мужчина, 3 женщины).

## География
Расположена примерно в 10 км к северо-востоку от районного центра — посёлка городского типа Лотошино. Ближайшие населённые пункты — деревни Котляково, Теребетово и село Званово.

## Исторические сведения
Деревня упоминается в материалах Генерального межевания конца XVIII века.
До 1929 года входила в состав Ошейкинской волости Волоколамского уезда Московской губернии.
По сведениям 1859 года в деревне было 14 дворов и 106 жителей (51 мужчина и 55 женщин), по данным на 1890 год число душ мужского пола деревни — 52.
По материалам Всесоюзной переписи населения 1926 года в деревне проживал 181 человек (77 мужчин и 104 женщины), насчитывалось 32 хозяйства.

## Население
| 1852 | 1859 | 1926 | 2002 | 2006 | 2010 |
| ---- | ---- | ---- | ---- | ---- | ---- |
| 117  | ↘106 | ↗181 | ↘14  | ↘12  | ↘4   |